# 劉百閔
劉百閔（1899年—1968年1月4日），名學遜，改名莊，字百閔，以字行，男，浙江黄岩东禅巷人，中华民国政治人物。民國37年（1948年）在南京市選區當選第一屆立法委員。

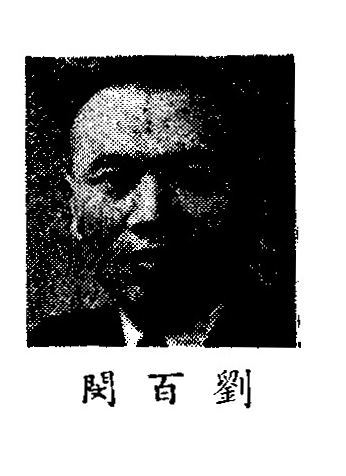
出席制憲國民大會代表時

## 生平[2][3]
少时就读清献中学堂，后师从富阳夏震武（灵峰），专修中文与理学。1927年，由县选派去上海进修日语。在杭州与马一浮结为知友，受到治学指引。
- 日本東京法政大學法學士和早稻田大学哲学系
- 1930年毕业回国，任教育部部长陈立夫的秘书。兼任中国日本研究会主事人。主编《日本评论》，向国内系统介绍日本国振兴的情况。1932年，应聘为“国难会议”会员。
- 中央政治學校、國立中央大學、國立復旦大學、私立大夏大學、暨南大学教授
- 國民參政會第一、第二、第三、第四各屆參政員
- 中國文化服務社社長、中国国民党中央宣传部宣传指导处长
- 1939年春，奉蒋介石之命，在四川乐山创立复兴书院
- 中華學藝社董事兼總幹事
- 日本研究會《日本評論》主編
- 1949年4月去香港，与钱穆、张王介等筹建新亚书院（后称新亚文商专科学校）
- 1968年1月4日在香港病故[4]